# Тлашочимако

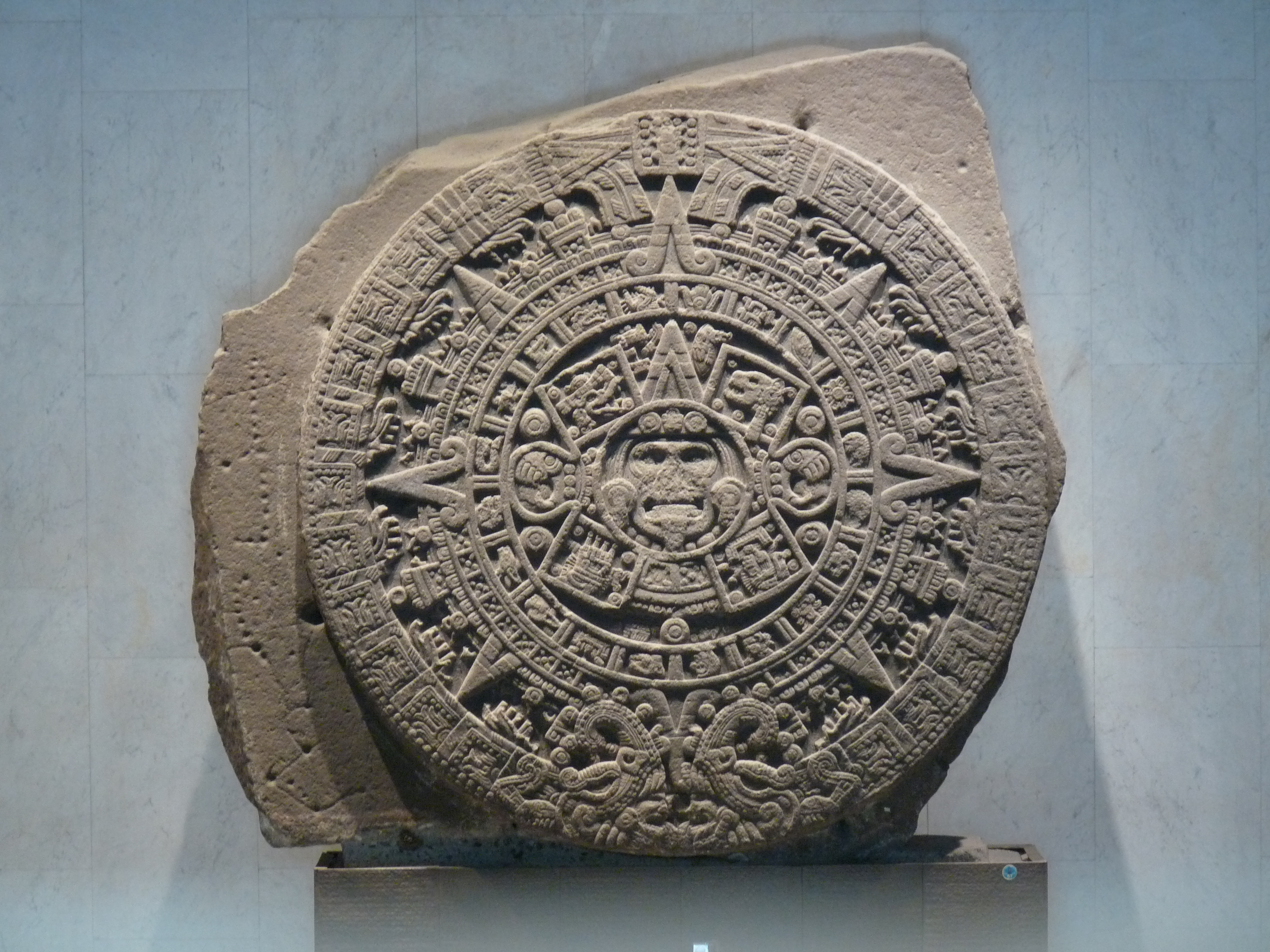
Монолит Камня Солнца, также называемый Календарём ацтеков (Национальный музей антропологии и истории, Мехико)

Тлашочимако (аст. Tlaxōchimaco, в переводе: «Рождение цветов») — девятый двадцатидневный месяц («вейнтена») ацтекского календаря  шиупоуалли, длившийся примерно с 23 июля по 11 августа. Также название праздника, посвящённого божествам Уицилопочтли и Тескатлипоке, каждый год проводившегося в этом месяце.

## Календарь
Календарь ацтеков состоял из двух циклов: шиупоуалли (аст. xiuhpohualli, что значит «счёт лет», соответствует хаабу у майя) и ритуального 260-дневного тональпоуалли (аст. tonalpohualli, что значит «счёт дней» или «счёт судеб», соответствует цолькину у майя). Шиупоуалли и тональпоуалли совпадали каждые 52 года, образуя так называемый «век», называвшийся «Новым Огнём». Ацтеки верили, что в конце каждого такого 52-летнего цикла миру угрожает опасность быть уничтоженным, поэтому начало нового ознаменовывалось особыми торжествами. Сто «веков», в свою очередь, составляли 5200-летнюю эру, называвшуюся «Солнцем».
365-дневный шиупоуалли состоял из 18 двадцатидневных «месяцев» (или veintenas) плюс дополнительные 5 дней в конце года. В некоторых описаниях календаря ацтеков говорится, что он также включал високосный год, который позволял календарному циклу оставаться в соответствии с одними и теми же аграрными циклами из года в год. Однако в других описаниях говорится, что високосный год был неизвестен ацтекам, и что соотношение месяцев и астрономического года со временем менялось.

## Праздник
В течение первых двух дней праздника люди выезжали за город, чтобы собрать полевые цветы. Затем цветы предлагались богам и предкам. Мужчины и женщины танцевали, держась за руки, однако танцы во время ритуалов были воинственными. В течение этого месяца Уицилопочтли приносили особую жертву. Тескатлипока почитался в своём воплощении Чальчиутотолина, ему приносили жертву индейкой, кукурузными лепёшками и человеческой кровью, чтобы обеспечить защиту от эпидемий и всевозможных болезней.